# Basalthermometer

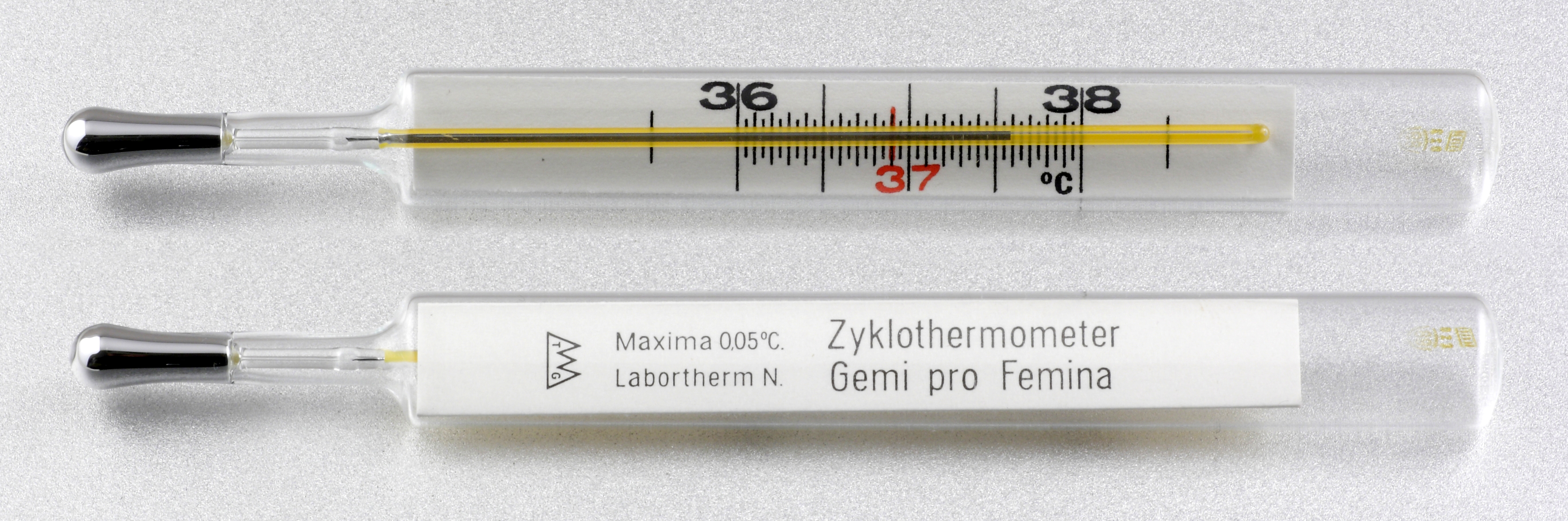
Quecksilber-Basalthermometer

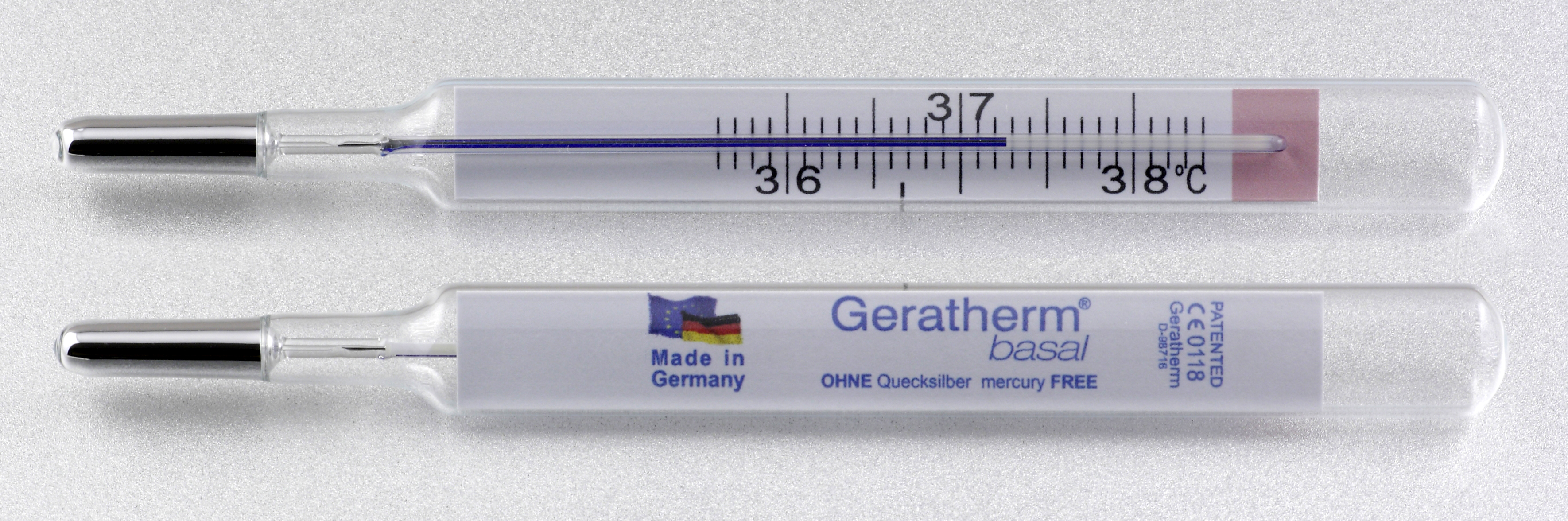
Galinstan-Basalthermometer

Digitales Basalthermometer

Ein Basalthermometer ist ein Thermometer, das zur Bestimmung der Basaltemperatur dient. Verschiedene Verhütungsmethoden der natürlichen Familienplanung, etwa die Temperaturmethode oder die symptothermale Methode, erfordern im Menstruationszyklus einer Frau die Messung der morgendlichen Basaltemperatur des Körpers. Auch bei Kinderwunsch kann die Messung der Basaltemperatur zur Bestimmung der fruchtbaren Tage um den Zeitpunkt des Eisprungs angewendet werden.
Basalthermometer ähneln in ihrer Funktionsweise einem Fieberthermometer, messen aber einen engeren Temperaturbereich mit höherer Genauigkeit. Während beim Fieberthermometer die Messgenauigkeit 0,1 °C beträgt, kann beim Basalthermometer die Temperatur in der Regel mit einer Genauigkeit von 0,05 °C gemessen werden; außerdem ist der Messbereich auf Temperaturen zwischen etwa 36 °C und 38 °C begrenzt. Beim klassischen Ausdehnungsthermometer mit Quecksilber oder Galinstan wird dies durch eine Spreizung der Skala erreicht. Seit einigen Jahren gibt es auch digitale Basalthermometer.